# Metro v Helsinkách
Metro v Helsinkách, Helsinské metro (finsky Helsingin metro, švédsky Helsingfors metro je síť metra v Helsinkách. Je to nejsevernější metro na světě a jediné ve Finsku. Síť byla otevřena 2. srpna 1982 po 27 letech plánování a výstavby. Provozuje ho Dopravní podnik města Helsinky Helsingin kaupungin liikennelaitos.
Metro slouží jako železniční spojení mezi předměstími východních Helsinek a západními předměstími ve městě Espoo a centrum Helsinek.

## Síť metra
Systém metra v Helsinkách se skládá z 25 stanic. Stanice jsou umístěny ve tvaru Y, kde hlavní část vede z Matinkylä přes centrum města směrem k východním předměstím. 16 stanic sítě je umístěno pod zemí, zbylých osm stanic, které jsou nad zemí je v Helsinkách. Vlaky jezdí v pětiminutovém intervalu.
Jména stanic jsou oznamována jak finsky, tak  švédsky (Finsko má dva úřední jazyky). Tři stanice (centrální železniční stanice, univerzita Helsinki a univerzita Aalto) jsou napsány i v anglickém jazyce.

### Linky
Metro v Helsinkách má dvě linky, která jsou pojmenovány jako M1 a M2. Toto rozdělení se objevuje jen na některých vlacích, na nástupištích se užívá rozdělení na jednu linku s větvemi.
| Linka | Trasa                | Počet stanic | Doba jízdy |
| ----- | -------------------- | ------------ | ---------- |
| M1    | Vuosaari - Matinkylä | 27           | 51 min     |
| M2    | Mellunmäki - Tapiola | 19           | 34 min     |

### Seznam stanic
- Kivenlähti, podzemní stanice
- Espoonlahti, podzemní stanice
- Soukka, podzemní stanice
- Kaitaa, podzemní stanice
- Finnoo, podzemní stanice
- Matinkylä, podzemní stanice
- Niittykumpu, podzemní stanice
- Urheilupuisto, podzemní stanice
- Tapiola, podzemní stanice
- Aalto-yliopisto (Aaltova univezita), podzemní stanice
- Keilaniemi, podzemní stanice
- Koivusaari, podzemní stanice
- Lauttasaari, podzemní stanice
- Ruoholahti, podzemní stanice
- Kamppi, podzemní stanice
- Rautatientori (náměstí u centrální železniční stanice), podzemní stanice
- Helsingin yliopisto (Helsinská univerzita), dříve Kaisaniemi, podzemní staniceStanice Kamppi

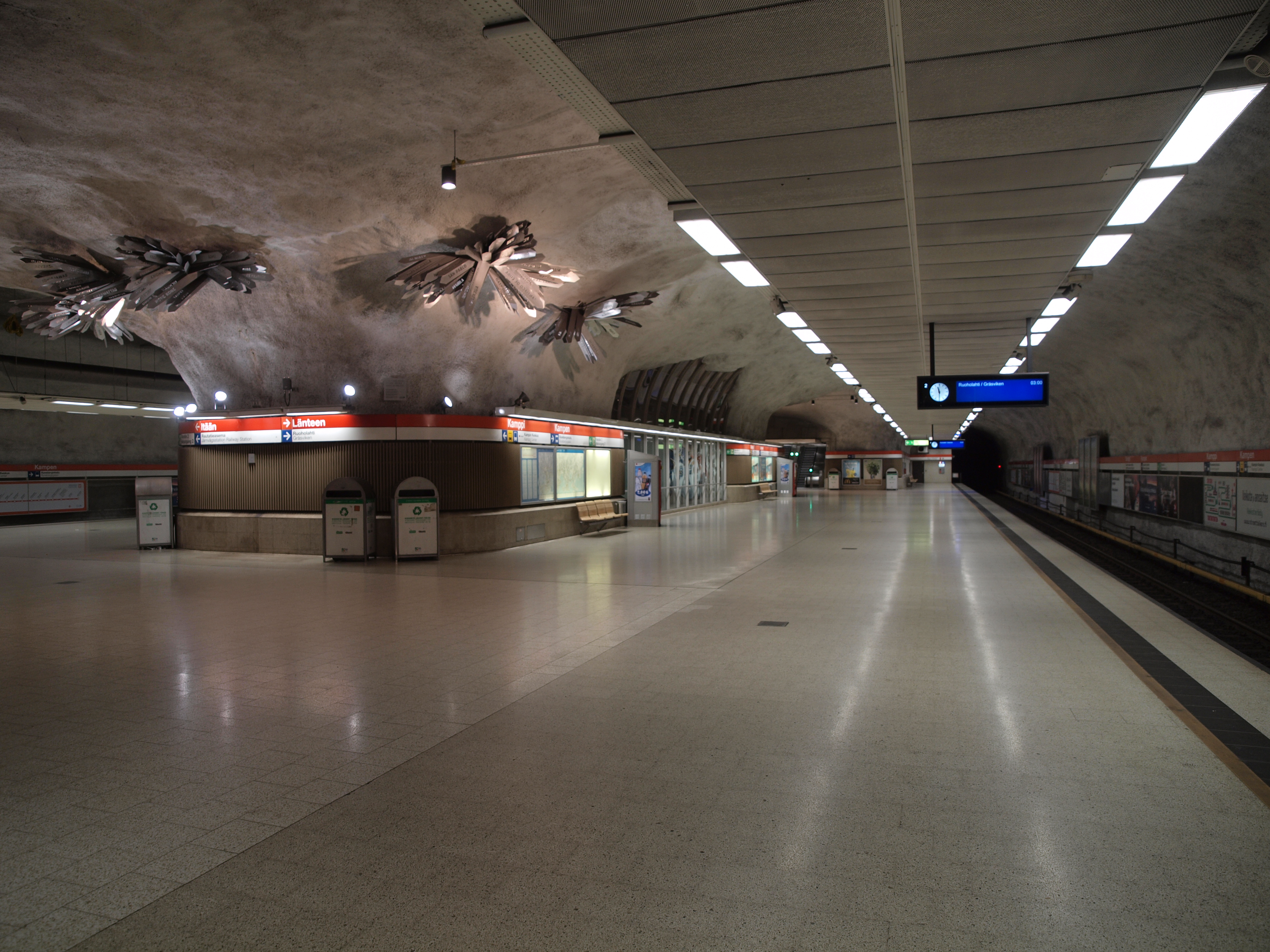
Stanice Kamppi

- Hakaniemi, podzemní stanice
- Sörnäinen, podzemní stanice
- Kalasatama, nadzemní stanice
- Kulosaari, nadzemní stanice
- Herttoniemi, podzemní stanice
- Siilitie, nadzemní stanice
- Itäkeskus, podzemní stanice
- Myllypuro, nadzemní stanice
- Kontula, nadzemní stanice
- Mellunmäki, nadzemní stanice
- Puotila, podzemní stanice
- Rastila, nadzemní stanice
- Vuosaari, nadzemní stanice